# Igreja de Todos os Santos (Riseley)

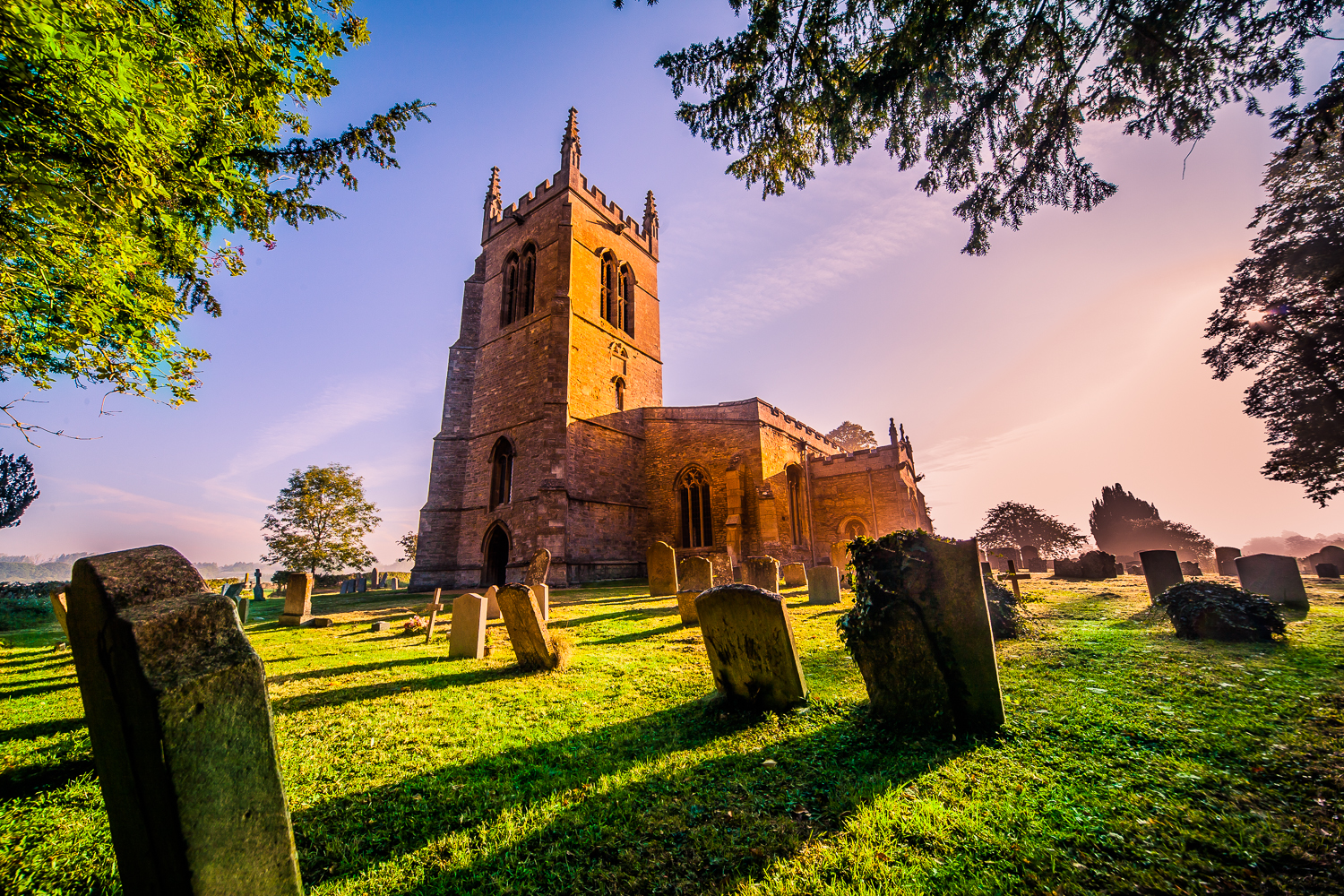
Igreja de Todos os Santos em setembro de 2013

A Igreja de Todos os Santos é uma igreja listada como Grau I em Riseley, Bedfordshire, Inglaterra. Tornou-se um edifício listado no dia 13 de julho de 1964.
A torre, os telhados e os assentos são do século XV.